# Districte de Le Havre
El Districte de Le Havre és un dels tres districtes amb què es divideix el departament francès del Sena Marítim, a la regió de la Normandia. Té 20 cantons i 176 municipis. El cap del districte és la sotsprefectura de Le Havre.

## Cantons
cantó de Bolbec - cantó de Criquetot-l'Esneval - cantó de Fauville-en-Caux - cantó de Fécamp - cantó de Goderville - cantó de Gonfreville-l'Orcher - cantó de Le Havre-1 - cantó de Le Havre-2 - cantó de Le Havre-3 - cantó de Le Havre-4 - cantó de Le Havre-5 - cantó de Le Havre-6 - cantó de Le Havre-7 - cantó de Le Havre-8 - cantó de Le Havre-9 - cantó de Lillebonne - cantó de Montivilliers - cantó d'Ourville-en-Caux - cantó de Saint-Romain-de-Colbosc - cantó de Valmont